# Richard Owen
Richard Owen (Lancaster, 20 de julho de 1804 — Londres, 18 de dezembro de 1892) foi um biólogo, anatomista comparativo e paleontólogo britânico. É considerado, depois de Charles Darwin, o segundo naturalista mais importante da era vitoriana.
Introduziu na Inglaterra a anatomia transcendental desenvolvida na França e Alemanha. Foi laureado com a Medalha Wollaston em 1831, com a Medalha Real em 1846, com a Medalha Copley em 1851 e com a Medalha Linneana em 1888. Owen foi o primeiro a sugerir o termo dinossauro (lagarto terrível) para indicar os répteis de ossos gigantes que encontrara no sul da Inglaterra.

## Carreira inicial
Owen foi educado na Lancaster Royal Grammar School. Em 1820 foi aprendiz de um cirurgião e farmacêutico local e, em 1822 prosseguiu como estudante de medicina na Universidade de Edimburgo. Ele deixou a universidade no ano seguinte e completou seu curso médico no Hospital St Bartholomew em Londres, onde foi influenciado pelo eminente cirurgião John Abernethy.
Owen tornou-se fascinado por anatomia, principalmente em comparações específicas entre os órgãos e estrutura de diferentes animais. Após a qualificação, foi nomeado curador assistente do Museu Hunterian em Londres. Lá havia uma grande coleção de peças anatômicas de humanos e animais. Owen foi cativado por esse projeto, e abandonou a ideia de praticar medicina. Quando já atuava como guia para os visitantes da coleção foi apresentado ao famoso naturalista francês Georges Cuvier. No mesmo ano tornou-se o mais jovem membro da Sociedade Zoológica de Londres.  Assim começou sua carreira de 56 anos no museu, o maior destaque foi a sua nomeação, em 1856, como Superintendente dos Departamentos de História Natural do Museu Britânico.
Através de seu trabalho cedo no museu, sua reputação subiu rapidamente. Dentro de poucos anos. Owen fez uma série de contribuições para a taxonomia, pesquisava sobre um ou outro táxon no decorrer de suas investigações anatômicas, também descreveu muitas espécies previamente desconhecidas. 
Ele, então, contemplou sua carreira profissional engenharia. Mas a tendência era evidentemente em direção à pesquisa anatômica e, assim, ele foi induzido por Abernethy a aceitar a posição de assistente de William Clift, curador do museu do Royal College of Surgeons. Essa ocupação logo o levou a abandonar sua intenção com a prática médica. E, a partir daquele momento, sua vida foi devotada a trabalhos puramente científicos. Ele preparou uma série importante de catálogos da coleção Hunteriana no Royal College of Surgeons; e no curso de seu trabalho adquiriu um conhecimento inigualável sobre anatomia comparativa, a qual lhe permitiu enriquecer todos os departamentos da ciência, e especialmente facilitou suas pesquisas nos confins da extinção animal. Owen investiu muito de suas energias em um grande esquema no Museu Nacional de História Natural, o qual resultou na transferência de coleções de história natural do Museu Britânico para um novo prédio no South Kensington, o Museu Britânico (História Natural). Ele se manteve no posto até a conclusão do seu trabalho em 1884, quando recebeu a eminência de K.C.B., e, desde então, viveu em retiro no Sheen Lodge, Parque Richmond, até sua morte em 1892.
O final de sua carreira foi afetado por numerosas acusações de falta de crédito aos trabalhos dos outros, e até de tentar apropriar-se deles. Isso veio à tona em 1844, quando ele exigiu crédito apenas para em seu artigo sobre belemnites, o qual já tinha sido apresentado à Sociedade Geológica por Chaning Pearce alguns anos antes. Como consequência, foi excluído da Sociedade Zoológica e da Royal Society.

## Estudos de Invertebrados
Enquanto trabalhava catalogando a coleção Hunteriana, Owen não limitou sua atenção a preparações já realizadas, mas também aproveitou cada oportunidade de "dissecar" novos assuntos. Foi-lhe concedida permissão de investigar animais que morriam nos jardins da Sociedade Zoológica; e quando essa sociedade passou a publicar minúcias científicas em 1831, foi o que mais contribuiu com artigos sobre anatomia. Sua primeira publicação notável, entretanto, foi seu Memoir on the Pearly Nautilus (Londres, 1832), que foi logo reconhecido como clássico. A partir de então, continuou a realizar contribuições em todos os assuntos de Anatomia Comparativa e Zoologia por um período de mais de 50 anos. Entre as esponjas, Owen foi o primeiro a descrever o agora bem conhecido Cesta-de-flores-de-Vênus ou Euplectella (1841, 1857). Entre os Entozoa, sua descoberta mais notável foi a da Trichina spiralis (1835), o parasita que infesta os músculos do homem na doença agora denominada Triquinose (ver também Sir James Paget). Com os Brachiopoda, realizou estudos que contribuíram para o avanço do conhecimento e estabeleceu a classificação que tem sido há muito tempo adotada. Entre os Mollusca, ele não apenas descreveu a pearly nautilus, mas também a Spirula (1850) e outros Cephalopoda, vivos e extintos; e foi ele que propôs a subdivisão mundialmente aceita dessa classe em duas ordens de Dibranchiata e Tetrabranchiata (1832). O Arthropoda problemático Limulus também foi sujeito de um ensaio especial em 1873.

## Estudos com peixes, répteis e aves

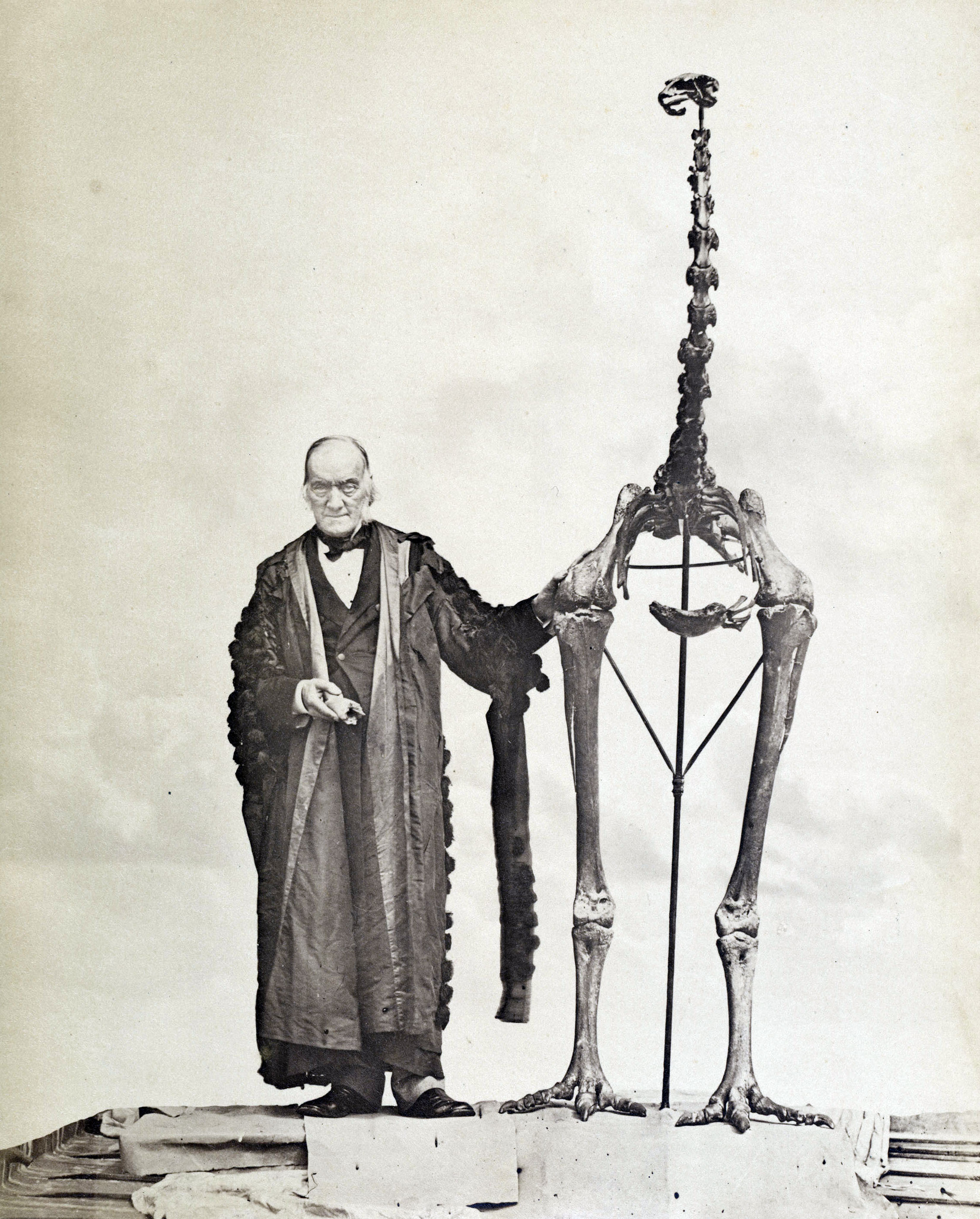
Sir Richard Owen ao lado do esqueleto de um Dinornis robustus (Moa).

As descrições técnicas de Owen sobre os Vertebrata não foram mais numerosas e extensas que as sobre os animais invertebrados. O seu Anatomia Comparativa e Fisiologia dos Vertebrados (Comparative Anatomy and Physiology of Vertebrates - 3 vols., London, 1866-1868) foi, de fato, o resultado de mais pesquisa pessoal do que qualquer trabalho similar desde Lições de Anatomia Comparativa (Leçons d'anatomie comparée) de Georges Cuvier. Ele não apenas estudou formas extintas, mas também deu grande atenção ao restante dos grupos extintos, e imediatamente seguiu Cuvier como um pioneiro na Paleontologia de vertebrados. No início de sua carreira, ele realizou estudos exaustivos sobre dentes, tanto de animais extintos como de viventes, e publicou seu trabalho abundantemente ilustrado sobre Odontografia (1840-1845). Descobriu e descreveu a estrutura altamente complexa dos dentes de animais vivos , os quais denominou Labyrintodontes. Entre seus escritos sobre peixes, seu ensaio sobre o peixe pulmonado africano, que denominou Protopterus, assentou as fundações para o reconhecimento dos Dipnóicos por Johannes Muller. Mais tarde, também enfatizou a conexão serial entre os peixes Teleósteos e Ganóides, agrupando-os em uma subclasse, os Tteleostomi.
Muito de seu trabalho sobre mamíferos  tratou dos esqueletos de formas extintas, e seus ensaios mais importantes sobre espécimes britânicas foram reimpressos em uma série conectada em seu History of British Fossil Reptiles (História de Répteis Fósseis Britânicos) (4 vols., Londres, 1849-1884). Publicou a primeira descrição geral importante do grande grupo dos répteis terrestres do Mesozóico, ao qual deu o nome agora familiar de Dinosauria, do Grego δεινός (deinos) "terrivel, poderoso" + σαύρος (sauros) "lagarto". Também foi o primeiro a reconhecer que os primeiros répteis terrestres do mesozóico possuíam afinidades tanto com os anfíbios quanto com os mamíferos, os quais denominou anomodontia. Muitos deles foram obtidos na África do Sul, começando em 1845 (Dicynodon), e eventualmente forneceu materiais para o seu Catalogue of the Fossil Reptilia of South Africa (Catálogo dos Répteis Fósseis da África do Sul, publicado pelo British Museum em 1876.
Entre seus escritos sobre Aves, estão o seu ensaio clássico sobre o Kiwi (1840-1846), uma longa série de artigos sobre o extinto Moa da Nova Zelândia, outros ensaios sobre Aptornis, o Takahe, o Dodo, e o Arau-gigante, podem ser especialmente mencionados. Sua monografia sobre Archaeopteryx (1863), a ave com dentes e cauda grande da rocha litográfica da Baviera, é também um trabalho marcante para a época.
Com Benjamin Waterhouse Hawkins, Owen ajudou a criar as primeiras esculturas em tamanho real de como os dinossauros poderiam ter sido. Alguns modelos foram inicialmente criados para a Grande Exibição de 1851, mas 33 foram eventualmente produzidos quando o Crystal Palace foi relocado para Sydenham no sul de Londres, onde Owen promoveu um jantar para os "21 homens proeminentes da ciência" dentro do buraco de concreto Iguanodon no Ano Novo de 1853.

## Trabalho com mamíferos
Relacionado aos mamíferos viventes, a mais impressionante das contribuições de Owen envolve os monotremados, marsupiais e os macacos antropóides. Ele também foi o primeiro a reconhecer e nomear os dois grupos naturais do Ungulado típico, os com dedos ímpares (Perissodactyla) e os com dedos pares (Artiodactyla), enquanto descrevia alguns restos fósseis em 1848. Muitos dos seus trabalhos sobre mamíferos, entretanto, tratam de formas extintas, as quais sua atenção parece ter sido primeiramente dirigida aos fósseis notáveis coletados por Darwin na América do Sul. O Toxodon, dos pampas, foi então descrito, fornecendo a evidência antiga mais clara de um animal de casco extinto generalizado, um paquiderme semelhante aos Rodentia, Edentata, e os Herbívoros Cetacea. O interesse de Owen em animais extintos da América do Sul o levou ao reconhecimento do armadilho gigante, o qual ele chamou Glyptodon (1839), e aos ensaios clássicos sobre a gigante preguiça terrestre, Mylodon (1842) e Megatherium (1860), além de outras contribuições importantes.
Ao mesmo tempo, a descoberta realizada pelo Sir Thomas Mitchell de ossos fósseis em New South Wales forneceu material para o primeiro de uma longa série de artigos de Owen sobre mamíferos extintos da Austrália, que foi reimpressa em um livro em 1877. Descobriu o Diprotodon e o Thylacoleo, além do extinto canguru e do wombat gigante. Enquanto encontrava-se atarefado com tanto material do exterior, Owen estava ocupado coletando provas para um trabalho exaustivo sobre fósseis semelhantes achados nas Ilhas Britânicas. Em 1844-1846 publicou "History of British Fossil Mammals and Birds (História dos Fósseis Britânicos de Mamíferos e Aves)", o qual foi seguido por muitos outros ensaios, notavelmente sua "Monograph of the Fossil Mammalia of the Mesozoic Formations (Monografia dos Mamíferos Fósseis das Formações do Mesozóico)" (Palaeont. Soc., 1871). Uma de suas últimas publicações foi um pequeno trabalho intitulado "Antiquity of Man as deduced from the Discovery of a Human Skeleton during Excavations of the Docks at Tilbury (A Antiguidade do Homem como deduzido pela Descoberta de um Esqueleto Humano durante Escavações das Docas em Tilbury)" (Londres, 1884).

## Owen e a teoria da evolução de Darwin
Após a Viagem do Beagle, Charles Darwin teve à sua disposição um coleção considerável de espécimes e em 29 de Outubro de 1836 foi apresentado por Charles Lyell a Owen, o qual concordou em trabalhar com os ossos fósseis coletados na América do Sul. As revelações subsequentes de Owen de que as criaturas gigantes extintas eram roedores e preguiças mostrou que eles eram mais relacionadas às espécies atuais na mesma localidade, do que criaturas de mesmo tamanho da África como Darwin havia pensado originalmente. Isso foi um incentivo à origem da teoria de Darwin da seleção natural.
Nessa época, Owen falava de suas teorias influenciadas por Johannes Peter Müller de que a matéria viva possuía uma "energia organizadora", uma força da vida que direcionava o crescimento de tecidos e que também determinava o período de vida do indivíduo e das espécies. Darwin foi reservado a respeito de suas próprias ideias, compreensível quando em 19 de Dezembro de 1838 como secretário da Geological Society of London ele viu Owen e seus aliados ridicularizarem a "heresia" Lamarckiana do antigo tutor de Darwin Robert Edmond Grant. Em 1841, quando o recém-casado Darwin ficou doente, Owen foi um dos poucos amigos cientistas a visitá-lo, mas a oposição de Owen a qualquer indicação da Transmutação das espécies fez com que Darwin continuasse calado a respeito de suas teorias.
Durante o desenvolvimento da Teoria de Darwin, sua investigação a respeito de cracas encontradas em 1849 de como sua segmentação está relacionada a outros crustáceos, mostrou como eles haviam divergido de seus parentes. Para Owen, tais "homologias" na anatomia comparativa mostrava "arquétipos" na mente Divina, mas, para Darwin, isso era uma evidência da descendência. Owen demonstrou evidência fóssil de uma sequência evolutiva de cavalos como apoio a sua ideia de desenvolvimento a partir de arquétipos em uma "adequação contínua e ordenada" e, em 1854 deu uma conferência à Associação Britânica para o Avanço da Ciência sobre a impossibilidade dos macacos tais como o recentemente descoberto gorila tornarem-se eretos e ser transmutados em humanos. Militantes da classe trabalhadora estavam anunciando a origem do humano a partir do macaco. Para derrubar essas ideias, como presidente eleito da Royal Association, Owen anunciou seus estudos anatômicos a respeito dos cérebros de primatas, mostrando que os humanos não eram apenas uma espécie em separado, mas uma sub-classe em separado. Darwin escreveu "Eu não posso engolir que o Homem [seja tão] distinto de um Chimpanzé". O combativo Thomas Huxley usou sua palestra de Março de 1858 no Royal Institution para dizer que, estruturalmente, os gorilas são tão próximos dos humanos quanto são dos babuínos e acrescentou que ele acreditava que as "faculdades mentais e morais são essencialmente... do mesmo jeito nos animais e em nós mesmos". Esse foi um desafio claro à palestra de Owen, na qual ele falava a respeito da particularidade humana, dado no mesmo local.
Na publicação da teoria de Darwin de A Origem das Espécies, ele mandou uma cópia complementar para Owen, dizendo "parecerá 'uma abominação'."' Owen foi o primeiro a responder, cordialmente afirmando que ele tinha há muito tempo acreditado que "influências existentes" eram responsáveis pelo nascimento "ordenado" das espécies. Agora, Darwin tinha longas conversas com ele, e Owen disse que o livro ofereceu a melhor explicação "jamais publicada sobre a forma em que as espécies se formaram", apesar que ele ainda tinha grandes dúvidas de que a transmutação bestializaria o homem. Parece que Darwin tinha assegurado a Owen de que ele estava olhando para tudo como resultado de leis configuradas, as quais Owen interpretou como se mostrasse uma crença partilhada no "poder criativo".
Em sua alta posição no pilar da ciência, Owen recebeu numerosas reclamações a respeito do livro. Seu próprio posicionamento permaneceu desconhecido: ao enfatizar para um comitê Parlamentar a necessidade de um novo museu de História Natural, ele enfatizou que "O mundo intelectual inteiro tem estado excitado este ano a respeito de um livro sobre a origem das espécies; e qual é a consequência? Os visitantes vêm ao Museu Britânico e dizem, "Deixe-nos ver todas as variedades de pombos: onde está o tumbler, onde está o pouter?" e eu sou obrigado a dizer com vergonha: eu não posso mostrar-lhes nenhum deles"... A respeito de mostrar-lhes as variedades dessas espécies, ou de qualquer um desses fenômenos que ajudariam alguém a entender o mistério dos mistérios, a origem das espécies, nosso espaço não permite; mas, certamente deve haver um espaço em algum lugar, e, se não for no Museu Britânico, onde seria obtido?"
Entretanto, os ataques de Huxley estavam deixando suas marcas. Quando a revisão de Edinburgh de Owen sobre a Origem apareceu em Abril de 1860, ele desferiu sua raiva ao que ele viu como caricatura de Darwin da posição criacionista e ignorando o "axioma da contínua operação de adequação ordenada dos seres vivos" de Owen. Para ele, as novas espécies surgiram em nascimento, não através da seleção natural. Além de atacar os "discípulos" de Darwin, Hooker e Huxley, pelos sua "aderência sem visão", ele achou que o livro simbolizava o tipo de "abuso da ciência... ao qual uma nação vizinha, desde cerca de 70 anos, deveu sua degradação temporária" em referência à Revolução Francesa. Darwin achou isso "Malicioso, extremamente maligno, inteligente e... devastador", e mais tarde comentou que "Os londrinos dizem que ele está morto de inveja porque meu livro está sendo tão comentado. É doloroso ser odiado tanto quanto Owen me odeia."
Durante a reação à teoria de Darwin, as discussões de Huxley com Owen continuaram. Owen tentou difamar Huxley ao retratá-lo como um "advogado da origem do homem a partir de um macaco transmutado", e de que uma de suas contribuições ao Athenaeum foi intitulada "Origem do Homem a partir do Macaco Comprovado pelo Cérebro". Essa rebarba, como Huxley já tinha alegrado Darwin ao especular sobre o "homem pitecóide" - homem semelhante a aos grandes macacos. Ele agarrou a oportunidade de publicamente levar a anatomia da estrutura cerebral a uma questão da ancestralidade humana, e estava determinado em processar Owen por perjúrio. A campanha durou 2 anos e foi um sucesso devastador, com cada "execução" sendo seguida de uma campanha dirigida em prol da causa Darwiniana. A malícia persistiu. Quando Huxley entrou para o Zoological Society Council em 1861, Owen o deixou, e no ano seguinte Huxley impediu que Owen fosse eleito para o Royal Society Council, acusando o "de falsidade deliberada e intencional."
Em Janeiro de 1863, Owen comprou o fóssil de arqueoptérix do Museu Britânico. Isso satisfez a previsão teórica de Darwin de que uma proto-ave com as pontas das asas não fusionadas seria encontrada, apesar de Owen tê-lo descrito inequivocamente como uma ave.
A batalha entre Owen e os que apoiavam Darwin continuou. Em 1871, Owen esteve envolvido em uma armação para acabar com o financiamento do governo à coleção botânica de Joseph Dalton Hooker nos Jardins de Kew, possivelmente tentando trazê-la ao seu Museu Britânico. Darwin comentou: "Eu costumava ficar envergonhado por odiá-lo tanto, mas agora eu apreciarei cuidadosamente minha raiva e enojá-la-ei até o fim dos meus dias".

## O legado de Owen
Os ensaios detalhados e descrições de Owen requerem uma atenção laboriosa na leitura, levando em consideração sua nomenclatura e seus modos ambíguos de expressão; e a circunstância de que muito pouco de sua terminologia encontrou apoio universal, o leva a ser mais geralmente negligenciado do que seria de outra forma. Ao mesmo tempo, deve ser lembrado que ele foi um pioneiro na nomenclatura anatômica concisa; e até onde, pelo menos, está concernido o esqueleto vertebrado, seus termos foram baseados em um esquema filosófico cuidadosamente pensado, o qual primeiro fez uma clara distinção entre os fenômenos atualmente familiares analogia e homologia. A teoria de Owen sobre o Arquétipo e Homologias do Esqueleto Vertebrado (1848), subsequentemente ilustrada pelo seu pequeno trabalho Sobre a Natureza dos Limbos (1849), concernia no sistema esquelético do vertebrado como consistido de uma série de segmentos fundamentalmente idênticos, cada um modificado de acordo com sua posição e funções. Muito disso foi imaginado, e falhou quando testado pelos fatos da embriologia, a qual Owen ignorou sistematicamente em todo seu trabalho. Entretanto, apesar de uma visão imperfeita e distorcida de algumas grandes verdades, esse trabalho possuiu um valor distinto na época de sua concepção.
Sobre a discussão dos problemas mais profundos da filosofia biológica, ele forneceu poucas contribuições diretas. Suas generalidades raramente foram além da anatomia comparativa estrita, o fenômeno da adaptação à função, e os fatos das distribuições geográficas ou geológicas. Sua palestra sobre a reprodução virgem ou partenogênese, entretanto, publicada em 1849, continha a essência da teoria do germoplasma elaborada mais tarde por August Weismann; e ele várias declarações vagas a respeito da sucessão geológica de gêneros e espécies de animais e sua possível derivação de um para outro. Ele referiu-se especialmente às mudanças exibidas pelos ancestrais sucessivos dos crocodilos (1884) e cavalos (1868); mas, nunca ficou claro quanto das então modernas hipóteses de evolução orgânica ele admitia. Ele se contentou com a mera observação de que "a demonstração indutiva da natureza e o modo de operação das leis que governam a vida seria daqui por diante o grande objetivo do naturalista filosófico."
Foi Owen, que estabeleceu os dinossauros como um grupo extinto de répteis. E foi ele quem inventou a palavra "dinossauro" como o nome para estes fósseis de répteis. A passagem deste artigo no qual ele fez é reproduzido abaixo: (em estilo de prosa normalmente complicada e vitoriana) "A combinação de tais caracteres, alguns, como os ossos sacrais, completamente peculiar entre os répteis, outros emprestados, por assim dizer, a partir de agora grupos distintos uns dos outros, e todos os que se manifestam por criaturas superando em tamanho maior dos répteis existentes, irá, presume-se, será considerado motivo suficiente para o estabelecimento de uma tribo distinta ou subordem dos Saurian Répteis, para o qual eu gostaria de propor o nome de Dinosauria." Ele continuou sua brilhante carreira até sua aposentadoria oficial aos 79 anos de idade. Mesmo assim, continuou seu trabalho, correspondendo com William Gladstone e outros. Aceitou o título de cavaleiro (anteriormente recusado) em 1844, seu trabalho taxonômico incluiu uma série de descobertas importantes, e seu papel na fundação do Museu Britânico de História Natural deixou um legado duradouro. Ele viveu mais do que o seu antigo rival, Darwin, por dez anos, morrendo de velhice em 18 de dezembro de 1892. O trabalho realizado por Sir Richard Owen forneceu uma grande contribuição para o crescimento da biologia em prestígio e compreensão ao público.